# Siła aerodynamiczna

Siły działające na ciało poruszające się w gazie.
v - prędkość, F- siła aerodynamiczna, D- siła oporu, L- siła nośna

Schematycznie przedstawiona siła aerodynamiczna F_{ae} powstająca na żaglu jachtu oraz jej składowe: siła ciągu F_{c} i siła przechylająca F_{p}

Siła aerodynamiczna – siła wywierana na ciało przez powietrze lub inny gaz, w którym ciało jest zanurzone, będąca wynikiem ruchu ciała względem gazu lub cieczy. Siła wynika z dwóch przyczyn:
- siły parcia wywołanej ciśnieniem wywieranym na powierzchnię ciała,
- sił lepkości, wynikającej z tarcia wewnętrznego w gazie w pobliżu poruszającego się ciała.

Siła parcia działa miejscowo prostopadle do powierzchni ciała, siła lepkości działa miejscowo równolegle (ścinająco) do powierzchni. Całkowita siła aerodynamiczna działająca na ciało jest wektorową sumą tych dwóch sił scałkowaną po całej powierzchni ciała.
Dla ciała poruszającego się w gazie, szczególnie w lotnictwie, siłę aerodynamiczną działającą na skrzydła rozkłada się na siły składowe:
- opór aerodynamiczny - równoległy do kierunku ruchu ciała i zwrócony w przeciwną stronę.
- siłę nośną - prostopadłą do kierunku ruchu ciała.

W żeglarstwie siłę aerodynamiczną rozkłada się na składowe:
- siła ciągu – siła działająca równolegle do kursu, powoduje ruch ruch jachtu w obranym kierunku.
- siła przechylająca – siła powodująca przechylanie jachtu na stronę zawietrzną oraz ruch w kierunku prostopadłym do obranego kierunku (dryf).

Wartość siły aerodynamicznej zależy od prędkości ruchu ciała, w przybliżeniu jest proporcjonalna do kwadratu prędkości. Zależy od powierzchni ciała, jej wielkości, kształtu, ustawienia względem kierunku ruchu w gazie, dla danego kształtu i jego ustawienia w przybliżeniu jest proporcjonalna do powierzchni ciała. Jest proporcjonalna do gęstości gazu, która zależy od rodzaju gazu, jego temperatury i ciśnienia. Dla powietrza stosuje się przybliżony wzór: 
Fae = q·S·C = 0,0626·V2·S·C
gdzie:
- q - ciśnienie dynamiczne,
- V - prędkość ciała względem gazu,
- S - powierzchnia ciała,
- C - współczynnik siły aerodynamicznej.

Dla ciał o wydłużonym kształcie wartość siły aerodynamicznej oraz jej kierunek silnie zależy od ustawienia powierzchni względem kierunku ruchu.

## Siła aerodynamiczna w żeglarstwie

### Czynniki mające wpływ na siłę aerodynamiczną
Dążąc do określenia siły działającej na żagiel rozpatruje się następujące czynniki:
Prędkość wiatru pozornego - czyli prędkość wiatru względem żagla. Wartość siły aerodynamicznej jest wprost proporcjonalna do kwadratu prędkości wiatru pozornego. Dwukrotny wzrost prędkości wiatru oznacza wytworzenie czterokrotnie większej siły aerodynamicznej.
Powierzchnia ożaglowania - siła aerodynamiczna jest wprost proporcjonalna do powierzchni ożaglowania.
Własności aerodynamiczne ożaglowania - siła aerodynamiczna wytworzona na żaglach w znaczny sposób zależy od typu ożaglowania oraz cech konstrukcyjnych żagli takich jak: wybrzuszenie, smukłość, czy nawet rodzaj materiału.
Kąt natarcia – kąt pomiędzy kierunkiem przypływu wiatru a cięciwą żagla. Dla kursów ostrych, do prawidłowej pracy żagla, kąt natarcia powinien mieć od 10° do 20°. Dla kursów pełnych kąt natarcia jest bliski kątowi prostemu.  
Przebrany żagiel – sytuacja, w której kąt natarcia ma wartość mniejszą niż 10°.
Cząsteczki opływające żagiel mają bardzo podobną prędkość co nie powoduje powstania siły aerodynamicznej.
Przeluzowany żagiel – sytuacja odwrotna do przebrania, kąt natarcia jest większy niż 20°. Strugi powietrza po zawietrznej stronie ulegają oderwaniu i zaczynają poruszać się w sposób nieuporządkowany (turbulentny), co powoduje znaczne zmniejszenie wartości siły aerodynamicznej. 
Wybrzuszenie żagla – odległość pomiędzy wybrzuszeniem żagla a jego cięciwą. Wybrzuszenie musi zawsze być dopasowane do panujących warunków wiatrowych. Zbyt duże wybrzuszenie powoduje oderwanie się strug powietrza (tak jak podczas przebrania żagla), zaś za małe wybrzuszenie bardzo podobne tory i prędkości cząstek po obu stronach żagla co powoduje brak siły aerodynamicznej(jak podczas przeluzowania żagla).
Smukłość - określa się przez stosunek wysokości b żagla do cięciwy jego profilu c. W przypadku ożaglowania marconi bermudzkiego, gaflowego, guari itp niezbędne jest określenie średniej cięciwy, która uzyskujemy poprzez podzielenie powierzchni żagla przez wysokość b.
Wartość siły aerodynamicznej w znaczący sposób zależy od stosowanego typu ożaglowania w konfrontacji z kursem względem wiatru np. żagle typu marconi bermudzkie są znacznie sprawniejsze w wytwarzaniu siły aerodynamicznej na kursach ostrych, natomiast w kursach pełnych dużo lepiej sprawdzają się żagle gaflowe, które z kolei dużo gorzej radzą sobie w żegludze na wiatr. 
Badanie sprawności aerodynamicznej ożaglowania oraz zależności wytwarzanej siły Fae od kąta natarcia można przeprowadzić w kontrolowanych warunkach w tunelu aerodynamicznym.